# Henderson (Tennessee)
Henderson es una ciudad ubicada en el condado de Chester en el estado estadounidense de Tennessee. En el Censo de 2010 tenía una población de 6.309 habitantes y una densidad poblacional de 309,72 personas por km².

## Geografía
Henderson se encuentra ubicada en las coordenadas 35°26′38″N 88°39′23″O / 35.44389, -88.65639. Según la Oficina del Censo de los Estados Unidos, Henderson tiene una superficie total de 20.37 km², de la cual 20.3 km² corresponden a tierra firme y (0.36%) 0.07 km² es agua.

## Demografía
Según el censo de 2010, había 6.309 personas residiendo en Henderson. La densidad de población era de 309,72 hab./km². De los 6.309 habitantes, Henderson estaba compuesto por el 0.08% blancos, el 0.02% eran afroamericanos, el 0.48% eran amerindios, el 0.44% eran asiáticos, el 0.02% eran isleños del Pacífico, el 1.24% eran de otras razas y el 2.01% pertenecían a dos o más razas. Del total de la población el 2.88% eran hispanos o latinos de cualquier raza.